# Русский Усть-Маш
Русский Усть-Маш — деревня в Красноуфимском округе Свердловской области. Входит в состав Усть-Машского сельского совета.

## География
Населённый пункт расположен на левом берегу реки Уфа в 34 километрах на юго-юго-восток от административного центра округа — города Красноуфимск.

### Часовой пояс
Русский Усть-Маш как и вся Свердловская область, находится в часовой зоне МСК+2. Смещение применяемого времени относительно UTC составляет +5:00.

## Население
| 2002 | 2010 | 2021 |
| ---- | ---- | ---- |
| 310  | ↘233 | ↘229 |

## Улицы
Деревня разделена на шесть улиц: М. Судакова, Набережная, Овражная, Полевая, Совхозная, Школьная.